# Obipteryx
Obipteryx is een geslacht van steenvliegen uit de familie vroege steenvliegen (Taeniopterygidae). De wetenschappelijke naam van het geslacht is voor het eerst geldig gepubliceerd in 1922 door Okamoto.

## Soorten
Obipteryx omvat de volgende soorten:
- Obipteryx femoralis Okamoto, 1922
- Obipteryx tenuis (Needham, 1905)